# Еліпсометрія

Еліпсометрія — високочутливий і точний поляризаційно-оптичний метод дослідження поверхонь і меж поділу різних середовищ (твердих, рідких, газоподібних), заснований на вивченні зміни стану поляризації світла після взаємодії його з поверхнею меж поділу цих середовищ.
Еліпсометрія — сукупність методів вивчення поверхонь рідких і твердих тіл за станом поляризації світлового пучка, відбитого цією поверхнею і заломленого на ній. Плоскополяризоване світло, що падає на поверхню, набуває при віддзеркаленні і заломленні еліптичної поляризації унаслідок наявності тонкого перехідного шару на межі поділу середовищ. Залежність між оптичними постійними шару і параметрами еліптично поляризованого світла встановлюється на підставі формул Френеля. На принципах еліпсометрії ґрунтуються методи чутливих безконтактних досліджень поверхні рідини або твердих речовин, процесів абсорбції, корозії та ін. Як джерело світла в еліпсометрії використовується монохроматичне випромінювання, інколи лазерне, яке дає можливість досліджувати мікронеоднорідності на поверхні об'єкту, що вивчається.
Термін «еліпсометрія» запропонував у 1944 р. Ротен, оскільки йдеться про вивчення еліптичної поляризації, що виникає в загальному випадку при накладенні взаємно перпендикулярних коливань, на які завжди можна розкласти поле світлової хвилі відносно площини її падіння. Хоча вказані зміни можна спостерігати як у відбитому, так і в прохідному світлі, в даний час в переважному числі робіт вивчається поляризація відбитого світла. Тому зазвичай в еліпсометрії мають на увазі вивчення змін поляризації світла при відбиванні.

## Отримання даних
Стан поляризації світла можна розкласти на дві складові s (що осцилює перпендикулярно до площини падіння) і p (осциляція світлової хвилі паралельно до площини падіння). Амплітуди компонент s і p, після відбивання і нормалізації до початкових значень, позначаються як rs і rp. Еліпсометрія вимірює комплексний коефіцієнт відбивання системи — {\displaystyle \rho }, котрий є відношенням rp до rs:
{\displaystyle \rho ={\frac {r_{p}}{r_{s}}}}
Комплексний коефіцієнт відбивання також можна параметризувати через амплітуду {\displaystyle \Psi } і фазовий зсув {\displaystyle \Delta } (відмінність):
{\displaystyle \rho =\tan(\Psi )e^{i\Delta }}
Оскільки еліпсометрія вимірює відношення (або різницю) двох величин, а не абсолютні значення кожної, — це дуже точний і відтворний метод. Наприклад, він відносно стійкий до розсіяння світла і флуктуацій, а також не вимагає стандартного (контрольного) зразка або опорного світлового променя.

## Аналіз даних
Еліпсометрія є опосередкованим методом, тобто в загальному випадку виміряні {\displaystyle \Psi } і {\displaystyle \Delta } не можуть бути прямо конвертовані в оптичні параметри зразка, а вимагають використання якоїсь моделі. Пряме перетворення можливе лише коли зразок ізотропний, гомогенний і являє собою нескінченно тонку плівку. У всіх інших випадках слід встановити модель оптичного шару, яка включає коефіцієнт відбивання, функцію діелектричного тензора, і далі, використовуючи рівняння Френеля, підбирати параметри, що щонайкраще описують спостережувані {\displaystyle \Psi } та {\displaystyle \Delta }.